# Edward Atiyah
Pour les articles homonymes, voir Atiyah.
Edward Selim Atiyah, né en 1903 au Liban et mort en 1964, est un écrivain anglo-libanais.

## Biographie
Edward Selim Atiyah quitte le Liban pour faire des études en Égypte puis au Brasenose College de l'université d'Oxford. Jusqu'en 1945, il travaille pour l'administration britannique au Soudan avant l'indépendance. Il donne des conférences sur la question du monde arabe. En 1946, il raconte sa vie et son analyse des événements dans cette région dans une autobiographie, An Arab Tells his Story: a Study in Loyalties et en 1955 dans un livre The Arabs the Origins, Present Conditions, and Prospects of the Arab World.
Il publie son premier roman en 1951, The Thin Line qui sera adapté à deux reprises au cinéma et une fois à la télévision. En 1960, dans The Eagles Flies from England, il fait naître Napoléon en Angleterre ! Donkey for the Moutains publié en 1961 se situe dans son pays natal au Liban.

## Œuvre

### Romans policiers
- The Thin Line, 1951
  - L'Étau, Panique no 1, 1963, Série noire no 1593, 1973
- The Crime of Julian Masters, 1958
- Donkey for the Moutains, 1961
  - L'Âne du Liban, Panique no 5, 1963, réédition sous le titre Le Gouffre, Cible no 3, 1963, réédition sous le premier titre français, Série noire no 1649, 1974
- The Cruel Fire, 1962

### Romans non policiers
- Black Vanguard, 1952
- Lebanon Paradise, 1953
- The Eagles Flies from England, 1960
- After Every Tempest, 1964

### Autobiographie
- An Arab Tells his Story: a Study in Loyalties, 1946

### Essai politique
- The Arabs the Origins, Present Conditions, and Prospects of the Arab World, 1955

## Filmographie

### Adaptations
- 1966 : L'Étranger à l'intérieur d'une femme, adaptation de L'Étau réalisée par Mikio Naruse
- 1971 : Juste avant la nuit, adaptation de L'Étau réalisée par Claude Chabrol
- 2004 : Onna no naka no futatsu no kao, adaptation de L'Étau réalisée par Shun Nakahara (en)

## Sources
- Claude Mesplède (dir.), Dictionnaire des littératures policières, vol. 1 : A - I, Nantes, Joseph K, coll. « Temps noir », 2007, 1054 p. (ISBN 978-2-910686-44-4, OCLC 315873251).
- Claude Mesplède, Les années "Série noire" bibliographie critique d'une collection policière, t. 4 : 1972-1982, Amiens, Encrage, coll. « Travaux » (no 25), 1995, 318 p. (ISBN 978-2-906389-63-2).
- Claude Mesplède et Jean-Jacques Schleret, SN, voyage au bout de la Noire : inventaire de 732 auteurs et de leurs œuvres publiés en séries Noire et Blème : suivi d'une filmographie complète, Paris, Futuropolis, 1982, 476 p. (OCLC 11972030).